# Optimot
El  Optimot  es un motor de búsqueda lingüística creado en Barcelona por el Departamento de Cultura de la Generalidad de Cataluña con el fin de ayudar a resolver dudas sobre el idioma catalán. Desde el mes de noviembre de 2007 está coordinado con el Consorcio para la Normalización Lingüística.
Optimot lanza una búsqueda en paralelo en, el diccionario terminológico de Termcat, el Diccionario de la lengua catalana del I.E.C., el centro oficial del catalán terminológico, el catálogo oficial de los topónimos de Cataluña y los diccionarios catalán-castellano y castellano-catalán de la Enciclopèdia Catalana.
La interfaz de Optimot permite búsquedas básicas a realizar por palabras, frases o raíces, así como la búsqueda de criterios lingüísticos y de traducción de palabras y frases entre el catalán y el castellano de forma bidireccional.

## Addendum 2010
- Los modelos de conjugación de la Gramática de la lengua catalana del Institut d'Estudis Catalans (provisional) con las formas generales y las principales variantes dialectales, y con el desarrollo completo de los tiempos simples y compuestos. (Permite resolver dudas sobre las conjugaciones verbales).

- El Nomenclátor toponímico de la Cataluña del Norte del Instituto de Estudios Catalanes, recoge de la forma y la pronunciación catalanas de los topónimos más significativos de la Cataluña del Norte. (Permite resolver dudas sobre toponimia).